# Sturla Fagerhaug
Sturla Fagerhaug (Hegedal, 1991. november 6. –) Visszavonult norvég motorversenyző, korábban szerepelt a gyorsaságimotoros-világbajnokság 125 köbcentis kategóriájában 2009 és 2011 között. 

## Pályafutása
Fagerhaug 2007 és 2009 között a Red Bull Rookies Cup-ban szerepelt, első évében két verseny kivételével mindegyiken pontot szerzett, de dobogóra nem állhatott fel, összesítésben a 11. lett 43 ponttal. Második szezonja már sokkal jobban számára, szerzett 5 dobogós helyezést, ebből háromszor volt második, egyszer harmadik, egyszer pedig győzelmet ünnepelhetett a szezonzáró csehországi futamon, a tabellát pedig 142 ponttal a 3. helyen zárta, 7 ponttal lemaradva a győztes amerikai J. D. Beachről. Utolsó Red Bull Rookies Cupos idényében további három nagydíjelsőséget szerzett, valamint két 2. helyet szerzett, azonban a bajnoki címről lecsúszott a cseh Jakub Kornfeilell szemben és be kellett érnie a második hellyel év végén. Érdekesség, hogy ugyanebben a sorozatban debütáló szezonját töltötte a (ma már) a királykategória élvonalába tartozó dél-afrikai Brad Binder.
Fagerhaug 2009-ben négy verseny erejéig lehetőséget kapott a MotoGP 125 köbcentis géposztályában egy KTM nyergében, de ezeken a versenyeken nem ért el jelentősebb eredményeket, legjobbjaként egy 19. helyet tudott felmutatni Portugáliából.
2010-ben az AirAsia Aprilia csapat versenyzőjeként indult el a világbajnokságon a legkisebbek között. Többnyire nem fejezte be a versenyeket vagy befejezte, de pontot nem szerzett egészen a Német Nagydíjig, ahol 9. lett, ezzel pályafutása első pontjait szerezte a 125-ösöknél! Ezt még további két pontszerzés követte Aragónban és Ausztráliában, év végén pedig a 21. helyen zárt 12 ponttal.
2011-ben maradt az Apriliánál, de másik istálló színeiben indult a WTR-Ten10 Racing személyében, és csak a Katalán Nagydíjtól kezdte el a szezont. Itt négy alkalommal nem ért célba a futamon, egy alkalommal szerzett csupán pontot, az Ausztrál Nagydíjon 1 pontot jegyeztek a neve mellé. A szezon végén mindössze 20 esztendősen úgy döntött, befejezi motorversenyzői pályafutását.

## Külső hivatkozások
- Adatlapja a MotoGP hivatalos weboldalán[halott link]